# Rýhování vajíčka

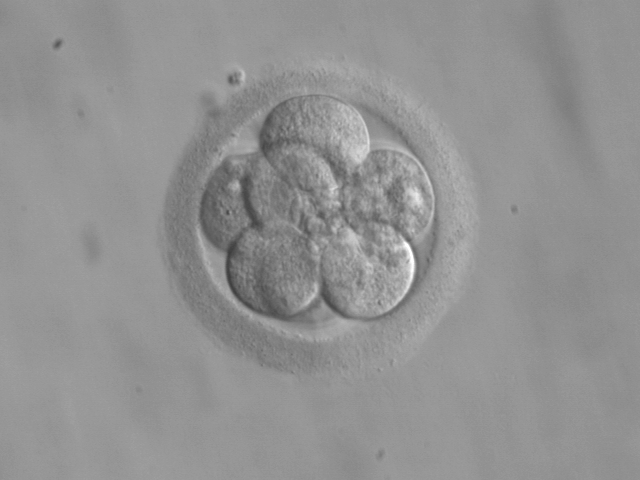
Osmibuněčné stadium, vzniklé po trojím dělení vajíčka

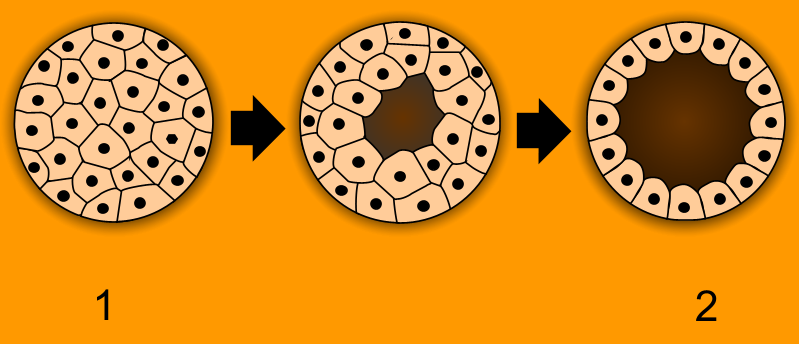
Další fází po rýhování je blastulace. 1 - morula, 2 - blastula.

Rýhování vajíčka, resp. rýhování zygoty, nebo také tzv. blastogeneze je proces, kdy se vajíčko (zygota) mitózou dělí na množství dceřiných buněk (blastomer), ale téměř nezvětšuje svůj objem. Rýhováním vzniká tzv. morula, z níž později vznikají další embryonální stadia.

## Průběh
Rýhování je vlastně mnoho po sobě jdoucích mitotických dělení. U běžných buněk bývá mezi dvěma děleními poměrně dlouhá interfáze, kdy dochází k přípravě na další dělení, ale rýhující se vajíčko má interfázi velice redukovanou a neznatelnou. Důležité je pro buňku pokaždé rychle replikovat (kopírovat) svou DNA – s přepisem DNA v RNA (tzv. transkripcí) se nezdržuje a veškerá buněčná RNA pochází ještě od matky. Blastomery se tedy postupně zmenšují a 16-buněčná morula je rozměrově stejná, jako původní oplozené vajíčko.
Rýhování u člověka obvykle zahrnuje asi 3 nebo čtyři replikační cykly; v prvním vzniká dvoubuněčné embryo, při druhém čtyřbuněčné, po třetím dělení se morula skládá z osmi buněk a po čtvrtém obsahuje 16 buněk. Rýhování probíhá v době, kdy oplozené vajíčko putuje vejcovodem do dělohy. Asi 3. den po oplození, tedy v době, kdy se vajíčko nachází v ústí vaječníků do dělohy, je rýhování dokončeno.

## Druhy rýhování

Rýhování spirální a radiální

Rýhování může být dvojího druhu buď úplné (totální) nebo částečné (parciální). Úplné rýhování probíhá u vajíček s nízkým nebo žádným obsahem žloutku (např. savci, měkkýši nebo hlístice). Částečné rýhování probíhá u vajíček se žloutkem a může být superficiální (povrchové) nebo diskoidální (terčíkovité).
Z jiného hlediska se rozeznává rýhování radiální (např. u polostrunatců a dalších druhoústých), spirální (u pláštěnců a dalších prvoústých) a duetové (u praploštěnců). Toto dělení se uskutečňuje na základě os, v nichž se buňky dělí.